# 徳川剣豪伝 それからの武蔵
『徳川剣豪伝 それからの武蔵』（とくがわけんごうでん それからのむさし）は、1996年（平成8年）1月2日にテレビ東京で放送された12時間超ワイドドラマ（のちの新春ワイド時代劇）である。全6部。
主演は北大路欣也。北大路は1990年に同時間枠で放映された『宮本武蔵』でも武蔵役で主演しており、本作で巌流島から死までの武蔵を演じることで、武蔵の半生を演じきることとなった。
「12時間超ワイドドラマ」シリーズのオリジナルドラマ第1弾となった1981年の『それからの武蔵』（萬屋錦之介主演）のリメイク作品であり、「12時間超ワイドドラマ」で過去作をリメイクした最初の作品となる。

## 構成
- 第一部「決闘!巌流島」
- 第二部「決闘!長崎異人剣」
- 第三部「武蔵危うし!柳生の陰謀」
- 第四部「武蔵、死の淵に立つ!」
- 第五部「必殺破魔の剣!柳生の陰謀を斬る」
- 第六部「終わりなき戦い剣聖逝く」

## スタッフ
- 原作：小山勝清「それからの武蔵」
- 脚本：塙五郎
- 音楽：横山菁児
- 主題歌：小椋佳「孤高の鷹」（作詞：小椋佳、作曲：堀内孝雄、編曲：武沢豊）
- 監督：上杉尚祺、原田雄一、鈴木秀雄、斎藤光正
- 製作：テレビ東京、東映

## キャスト
- 宮本武蔵：北大路欣也
- お孝：有森也実
- お悠（悠姫）：古手川祐子
- 由利姫：萬田久子
- 佐々木小次郎：宅麻伸
- 高田又兵衛：渡辺裕之
- 松山主水：白竜
- 宮本伊織：渡部篤郎
- おりん：杉本彩
- 鴨陣内：平田満
- 田原森都：萩原流行
- 木村又蔵：勝野洋
- 柳生十兵衛：藤岡弘
- 柳生宗矩：神山繁
- 柳生兵庫助：西田健
- 荒木又右衛門：西園寺章雄
- 丸目蔵人佐：中村嘉葎雄
- 徳川家光：堤大二郎
- 松平伊豆守：石原良純
- 細川忠利：橋爪淳
- 細川忠興：木村元
- 細川光尚：内野聖陽
- 長岡佐渡：鈴木瑞穂
- お光：喜多嶋舞
- お松：姿晴香
- 春山：永野典勝
- 妙舜尼：朝丘雪路
- 尾藤金右衛門：左とん平
- 三宅軍兵衛：岩尾正隆
- 小笠原忠真：大木晤郎
- おこと：渋谷琴乃
- 岸孫六：潮哲也
- 丹波義隆
- 林外記：佐藤仁哉
- 竹内孫之丞：沢向要士
- マデレス：立川三貴
- 常観：北村晃一
- ナレーター：津嘉山正種
- 徳川家康：山本清
- 土井利勝：楠年明
- 細川興秋：中原丈雄
- 寺尾信行：二反田雅澄
- 阿部弥五兵衛：若松俊秀
- 阿部権兵衛：伊藤敏八
- 阿部弥一右衛門：守田比呂也
- 黒田長政：溝田繁
- 黒田忠之：伊庭剛
- 本多政朝：諸角憲一
- 内藤忠重：谷口高史
- 青山幸成：中西勇太
- 加藤美作：早川純一

ほか 

## 備考
1990年の『宮本武蔵』も塙脚本であり、『宮本武蔵』『徳川剣豪伝 それからの武蔵』の両作品は、北大路主演・塙脚本による“武蔵一代記”といえる。
吉川英治の『宮本武蔵』と、小山勝清の『それからの武蔵』両作の映像化で武蔵の半生を演じきった俳優は、北大路の前に片岡千恵蔵、萬屋錦之介がいる。
またこちらも吉川英治の『宮本武蔵』を原作とする『武蔵 MUSASHI』（2003年NHK大河ドラマ）で武蔵を演じた市川新之助（7代目／現・市川海老蔵）もドラマオリジナルとして加筆された巌流島以降、死去までの武蔵を演じている。